# رسم العيس
رسم العيس  قرية سوريّة تتبع إداريّاً لمحافظة حلب منطقة جبل سمعان ناحية الزربة، بلغ تعداد سكانها 725 نسمة حسب التعداد السكاني لعام 2004.